# Atradius
Atradius är ett företag som tillhandahåller kreditförsäkring, garantier och inkassotjänster. Företaget finns i fler än 50 länder. Det är kreditförsäkringsdelen av Grupo Catalana Occidente (GCO.MC). År 2024 hade företaget en omsättning på 2,5 miljarder euro. Företaget har fått betyget ”A (utmärkt) med stabila utsikter” av A.M. Best och ”A1 med stabila utsikter” av Moody’s.

## Historia
Atradius har sina rötter i det tyska försäkringsbolaget Gerling-Konzern Speziale Kreditversicherung (Gerling Credit) som 2001 förvärvade det nederländska försäkringsbolaget Nederlandsche Credietverzekering Maatschappij (NCM). Företaget fick då namnet GERLING NCM.
Gerling Credit grundades 1954 som kreditförsäkringsverksamhet inom försäkringsgruppen Gerling-Konzern i Köln. 1962 öppnade företaget sitt första internationella filialkontor i Schweiz och var den första privata kreditförsäkraren som erbjöd försäkring av exportrisker.
NCM grundades 1925 med målet att underlätta handel för företag i Nederländerna. Från och med 1932 blev NCM den nederländska regeringens exportkreditbyrå som tillhandahöll exportkredittjänster till nederländska företag.  Atradius utför fortfarande denna tjänst genom sitt dotterbolag Atradius Dutch State Business.
Både Gerling Credit och NCM hade gjort sina egna förvärv före sammanslagningen. Bland annat förvärvade NCM 1991 den kortfristiga delen av den brittiska regeringens exportkreditgarantiavdelning (Export Credits Guarantee Department, ECGD). Även privata försäkringsbolag förvärvades såsom Namur Assurances du Crédit S.A., Belgien som förvärvades av Gerling Credit 1994. Båda dessa har sin egen historia som går tillbaka till kreditförsäkringens ursprung omkring 1919.
Den numera internationella koncernen bytte 2004 namn till Atradius. År 2008 slogs koncernen samman med det spanska kreditförsäkringsföretaget Crédito y Caución, som grundades 1929, och fick därmed ett fotfäste i den spansktalande världen. 
Atradius är en del av Grupo Catalana Occidente (GCO.MC), ett av de ledande försäkringsbolagen i Spanien och i världen inom kreditförsäkring.
Atradius-koncernen är i dag en sammanslagning av internationella kreditförsäkringsbolag och anslutna organisationer från hela världen. 
Även om Atradius-koncernen numera är spanskägd, är holdingbolaget Atradius N.V. och dess huvudkontor fortfarande beläget i Amsterdam i Nederländerna.

## Produkter
Atradius produkter och tjänster hjälper företag att hantera riskerna för uteblivna betalningar - risken för att en köpare inte betalar för de produkter eller tjänster som köps på kredit.
Dessa produkter omfattar bland annat följande:
- Försäkring av handelskrediter
- Garantier
- Skydd för avbetalningskredit
- Återförsäkring
- Inkasso

## Aktieägare
- Crédito y Caución (64.23%), Grupo Catalana Occidente (35.77%) (2024)
- Grupo Catalana Occidente S.A. (CO) är, antingen direkt eller indirekt, moderbolag till en grupp försäkringsbolag. GCO är listat på Barcelonas och Madrids börser.

## Förvaltning
Atradius N.V. är ett aktiebolag enligt nederländsk lag med en styrelse och en tillsynsstyrelse.
Styrelsen består av följande personer: 
- David Capdevila, Chief Executive Officer. Som CEO ansvarar han för enheterna Strategy and Corporate Development, Human Resources and Facilities, Legal and Compliance, Internal Audit samt för kreditförsäkringsverksamheten i Spanien, Portugal och Brasilien.
- Christian van Lint, Chief Risk Officer. Som CRO ansvarar han för enheterna Group Risk Management, Group Buyer Underwriting, Risk Services och Outward Reinsurance.
- Andreas Tesch, Chief Market Officer. I egenskap av CMO ansvarar han för Atradius Credit Insurance i hela världen (utom Spanien, Portugal och Brasilien) och för enheterna units Dutch State Business, Global, Special Products, och Group Marketing and Communication.
- Claus Gramlich-Eicher, Chief Financial Officer. Som ekonomichef ansvarar han för Finance, Financial Control, och Corporate Finance.
- Marc Henstridge, Chief Insurance Operations Officer. Som CIOO ansvarar han för enheterna Bonding, Collections, PPU, Atradius Reinsurance, IT Services och Instalment Credit Protection.

Styrelsen har åtta ledamöter och ansvarar för att övervaka och styra Atradius allmänna verksamhet och styrelsens policy. Styrelsen består av:
- Xavier Freixes (ordförande)
- Hugo Serra
- Désirée van Gorp
- John Hourican
- Carlos Halpern
- José María Sunyer
- Juan Ignacio Guerrero
- Joaquín Guallar
- Isabel Gomez